# East Coast hip hop
A East Coast hip hop (ou Hip Hop da Costa leste) foi um subgênero regional do hip hop, que teve sua origem na cidade de Nova Iorque, durante a década de 1970. Tinha como rival a Costa Oeste. Tal rivalidade motivou a briga dos dois principais representantes de cada área: Tupac Shakur, da Costa Oeste, e posteriormente, The Notorious B.I.G., da Leste.

## Nascimento da East Coast Hip-Hop
A East Coast começou a ficar conhecida por EPMD, Run DMC, KRS-One, Public Enemy e Boogie Down Productions, LL Cool J entre outros grandes nomes do Hip-Hop.

## Renascimento da East Coast
No final dos anos 80,a West Coast dominava a cena do Hip-Hop com o estilo Gangsta Rap.Os grupos de Hip-Hop NWA, South Central Cartel e Compton's Most Wanted.A cena da East Coast Hip-Hop estava esquecida até que o grupo de Hip-Hop Black Moon estrear com Enta Da Stage contribuindo para o renascimento da East Coast Hip-Hop.O rapper Nas ajudou com o inesquecível Illmatic considerado um dos melhores álbuns de Hip-Hop da década.The Notorious Big com Ready To Die, Jeru the Damaja com The Sun Rises In The East, Method Man com Tical e Mobb Deep com The Infamous.

## Rivalidade costeira
Em 1994, o rapper Tupac Shakur levou cinco tiros na gravadora de Notorious B.I.G. Tupac e Big até então eram amigos e frequentemente eram vistos juntos. Após o lamentável episódio Tupac não tinha dúvidas quanto ao fato e acusava Notorious de ter armado para ele.
Pouco tempo depois Biggie gravou "Who Shot Ya?" ("Quem Atirou em Você?") uma música que questiona Tupac e que afirma que ele estava errado nas acusações que estava fazendo contra ele.
Tupac respondeu com "Hit Em Up" uma música que contém diversos insultos a rappers da Costa Leste, entre eles a: Lil' Kim (ex-Junior M.A.F.I.A., grupo ligado a Notorious B.I.G), aos membros do Mobb Deep e insultos diretos a Big e a sua esposa Faith Evans.
Tupac afirmou que teria tido relações sexuais com a mulher de Biggie, mãe de Christopher Wallace Jr (filho do Notorious B.I.G). Faith sempre negou ter tido qualquer tipo de relação com o rapper da Costa Oeste.
Em 13 de setembro de 1996 Tupac foi assassinado, e até hoje muitas pessoas acreditam que Notorious tem ligação direta com a morte dele. Em outubro de 1996, o grupo Westside Connection (de Ice Cube, Mack 10 e WC) lançam o álbum Bowl Down que tem a maioria das músicas humilhando os rappers da Costa Leste: B-Real do Cypress Hill e Common.
Em março de 1997 Notorious B.I.G é assassinado, e todos especulam que seu assassinato seria uma vingança por Tupac. Isto causou um grande choque nas duas costas. Todos já estavam tristes com a morte de Eazy-E. A morte de Tupac e Biggie causou grande comoção e acirrou ainda mais a rivalidade que já era grande entre os membros do Hip Hop das duas costas.
Em 1999, com o intuito de amenizar a Rivalidade entre a Costa Oeste e a Costa Leste, a  MTV norte-americana colocou lado a lado as mães dos dois Rappers: Senhora Voletta Wallace (Mãe de Biggie) e a Sra. Afeni Shakur (Mãe de Tupac) acompanhadas por Will Smith na entrega de uma premiação ao Rapper Jay-Z, no VMA de 1999. Este momento marcante foi aplaudido de pé por todos os presentes naquele VMA, e é tido também como um momento importante em nome do Hip Hop, pelo fim da violência no movimento.

## Nos dias de hoje
Em 1996, o rapper Busta Rhymes lançou o seu primeiro álbum The Coming trazendo a Costa Lest de volta ao mainstream. Nos dias de hoje a Costa Leste tem artistas como Talib Kweli, 50 Cent, Slum Village entre outros. Hoje em dia a rivalidade entre as costas, aparentemente está resolvida.